# Ideen zu einer künftigen Revision der Gattungen der Gräser
Ideen zu einer künftigen Revision der Gattungen der Gräser (abreviado Ideen Rev. Gräser) es un libro con ilustraciones y descripciones botánicas que fue escrito por el médico, botánico, pteridólogo, aracnólogo, y entomólogo alemán Georg Wolfgang Franz Panzer y publicado en Múnich en el año 1813.